# Gare de Bière
La gare de Bière est une gare ferroviaire suisse de la ligne de Bière à Morges, située sur le territoire de la commune  de Bière dans le canton de Vaud.

## Situation ferroviaire
Établie à 694 mètres d'altitude, la gare de Bière est située au point kilométrique (PK) 19.8 de la ligne de Bière à Morges.
C'est une gare en cul-de-sac avec un dépôt comprenant cinq voies ainsi que les ateliers de maintenance.

## Histoire
En raison de l'importance de la place d'armes de Bière, en 1873 déjà un projet est lancé pour la construction d'une ligne de chemin de fer entre Bière et Morges. L'ouverture de la ligne, et donc de la gare de Bière, s'effectue en 1895. Ensuite, en 1943 la pénurie de charbon pousse à l'électrification du BAM, ce qui permet aussi une amélioration de fréquence, vitesse et capacité des rames.
Depuis 2016, la gare de Bière est reliée à Morges avec une cadence de 30 minutes.
Un grand projet de modernisation de la gare de Bière est prévu pour faire face à l'augmentation du trafic, ainsi que pour améliorer l'accueil des voyageurs et les bâtiments techniques,. Le début des travaux est prévu pour 2024.

## Service des voyageurs

### Accueil
Gare MBC, elle dispose d'un bâtiment voyageurs, avec une salle d'attente, un guichet, un oblitérateur pour cartes multicourses sur le quai, ainsi qu'un automate à billet et un distributeur de snacks et boissons. Depuis 2018, la gare abrite aussi la Maison du Tourisme de Bière, gérée par Morges Région Tourisme et MBC.

### Desserte
La gare de Bière est le terminus de la ligne. Elle est desservie par les trains régionaux en direction de Apples et Morges, et est ouverte au trafic de wagons isolés.